# 675
675 (DCLXXV) var ett normalår som började en måndag i den julianska kalendern.

## Händelser

### Okänt datum
- Dagobert II, återupprättas som kung av Austrasien.

## Födda
- Niu Xianke, kinesisk general och kansler.

## Avlidna
- Childerik II, frankisk kung av Austrasien sedan 662 samt av Neustrien och Burgund sedan 673